# Reviga
Reviga is een Roemeense gemeente in het district Ialomița.
Reviga telt 3119 inwoners.